# 大柳行镇
大柳行镇，是中华人民共和国山東省烟台市蓬莱区下辖的一个乡镇级行政单位。

## 行政区划
大柳行镇下辖以下地区：
大柳行村、沟刘村、土屋村、门楼村、曲家庵口村、时金河村、马格庄村、下岚子村、上岚子村、南曲家村、小柳行村、石家村、水沟村、荆子夼村、上陈家村、东流院村、道头村、卧鹿村、觅鹿夼村、炉头村、河东姜家村、孚庆集村、宁家村、虎路线村、东石硼村、燕山河西村、强家沟村、齐家沟村、初格庄村、黑石村、侯格庄村和燕子夼村。

## 人口
2010年中国第六次人口普查时，大柳行镇共有人口24322人。共有家庭9292户，平均每户2.47人。14岁以下的少年儿童共2811人，占总人口11.55%；15-64岁人口共18244人，占总人口75.01%；65岁及以上的老年人共3267人，占总人口的13.43%。男性共计12530人，占总人口51.51%；女性共计11792，占总人口48.48%。本地居住的人口中，拥有本地户籍的人口为22212人，占91.32%。